# Latacz (rejon czortkowski)
Latacz (ukr. Литячі) – wieś na Ukrainie, w obwodzie tarnopolskim, w rejonie czortkowskim, nad Dniestrem.
Do 2020 w rejonie zaleszczyckim.

## Historia

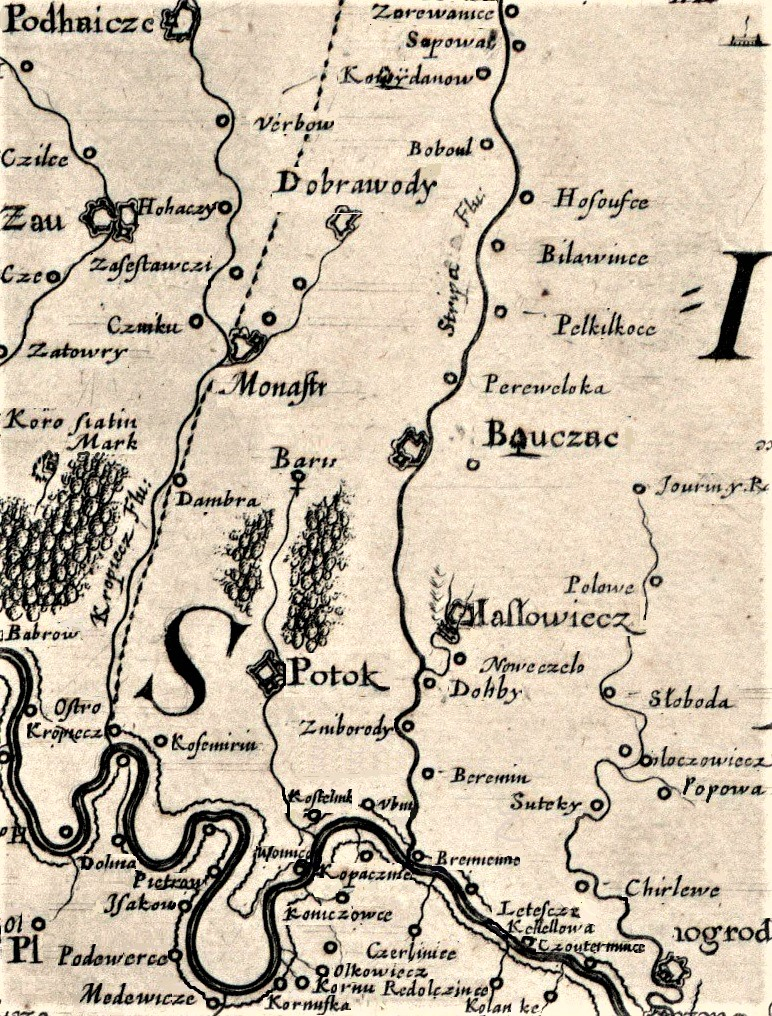
Letescze na mapie z 1650

W 1424 wielki książę litewski Witold Kiejstutowicz nadał Latacz szlachcicowi Teodorykowi z Buczacza i Jazłowca.
W połowie XVIII w. właścicielem wsi był Rudolf Oettykier. W 1750 roku w pobliskich Zaleszczykach wybudował on fabrykę sukna a jako robotników sprowadził z Saksonii i Prus Niemców wyznania luterańskiego, tymczasowo osadzając ich również w Lataczu.
W 1764 w Lataczu urodził się gen. Józef Toliński.
Do wybuchu II wojny światowej dziedzicem wsi był urodzony w 1889 hr. Michał Krasnopolski herbu Topór.
Podczas pierwszej okupacji sowieckiej władze zesłały do łagrów 8 Polaków i 5 Ukraińców z Latacza.
14 grudnia 1943 roku, podczas okupacji niemieckiej, ukraińscy nacjonaliści zabili 9 Polaków, w tym 6-osobową rodzinę Karpiaków.
Zgodnie ze sprawozdaniem Komitetu Ziem Wschodnich na przełomie lat 1943-1944 w odpowiedzi na działalność ukraińskich nacjonalistów władze niemieckie spacyfikowały ukraińską część Latacza. Sprawozdanie nie podaje szczegółów pacyfikacji.
W nocy z 15 na 16 stycznia 1945 roku, podczas drugiej okupacji sowieckiej, oddziały UPA zabiły w Lataczu od 74 do 90 Polaków a 60 raniły. Pozostali przy życiu ewakuowali się do Tłustego.

## Zamek, dwór
- czworoboczny Zamek w Lataczu obronny istniał w miejscowości do XVIII w. Posiadał cztery baszty na rogach. Do kamiennej baszty, zachowanej do 1939 roku, i przylegającego do niej skrzydła, Jan Sebastian Heydel dobudował parterowy dwór[9].